# Lepidopilum filiferum
Lepidopilum filiferum là một loài rêu trong họ Daltoniaceae. Loài này được Besch. mô tả khoa học đầu tiên năm 1872.